# Wellington
Pour les articles homonymes, voir Wellington (homonymie).
Wellington (prononcé en français : /wɛliŋtɔn/  ; en anglais : /ˈwelɘŋtɘn/ ; en maori : Te Whanganui-a-Tara /tɛ ˈfaŋanʉi a taɾa/) est la capitale de la Nouvelle-Zélande. Avec 216 200 habitants estimé en 2023, elle est la troisième ville la plus peuplée du pays après Auckland et Christchurch. Elle est située à l'extrémité sud de l'île du Nord, dans la région de Wellington. Cette situation en fait la capitale la plus australe au monde depuis 1865 et l'obtention de son statut. L'aire urbaine de Wellington s'étend au-delà des frontières de son administration territoriale. Le Grand Wellington ou la région de Wellington comprend toute l'aire urbaine, ainsi que les villes, les régions rurales, la côte Kapiti, la chaîne des monts Remutaka et la Wairarapa.
Les principales institutions financières néo-zélandaises sont réparties entre la capitale et Auckland ; certaines organisations ont des bureaux dans les deux villes. Wellington est en revanche le centre politique de la Nouvelle-Zélande, le siège des institutions parlementaires, des ministères et des départements d'État. Son centre-ville dense est le foyer d'une scène artistique, d'une culture des cafés et d'une vie nocturne que pourraient lui envier bon nombre de villes de taille similaire. Elle accueille également une industrie cinématographique d'échelle mondiale, ainsi qu'une scène théâtrale importante, le musée de Nouvelle-Zélande Te Papa Tongarewa (musée national), l'Orchestre symphonique de Nouvelle-Zélande et le Ballet national de Nouvelle-Zélande.

## Nom
Wellington est nommée en l'honneur du militaire anglais Arthur Wellesley, premier duc de Wellington, victorieux à la bataille de Waterloo. Le titre du duc venait lui-même de la ville de Wellington, dans le comté anglais de Somerset.
En langue maori, Wellington possède deux noms. Te Whanganui-a-Tara se réfère au port de Wellington et signifie « le grand port de Tara ». L'autre appellation, Pōneke, est souvent délaissé parce qu'il est une traduction phonétique de l'ancien surnom du port en anglais, Port Nick, une abréviation pour Port Nicholson (le marae principal de la ville, sa communauté et son kapa haka portent le nom pseudo-tribal de Ngāti Pōneke). Te Upoko-o-te-Ika-a-Māui (signifiant « la tête du poisson de Māui », est un nom plus traditionnel, dont les origines se trouvent dans la légende dans laquelle Maui fait monter l'île du Nord à la surface de l'eau.

## Géographie

Vue sur Wellington depuis le mont Victoria la nuit.

La ville de Wellington est une ville portuaire localisée au bord de l'océan Pacifique. C'est la capitale située la plus au sud du monde.

## Climat
Wellington possède un climat océanique (Köppen: Cfb), avec des étés vraiment doux et des hivers frais. Les temps montent jusqu'à 20,6 ºC en février et 11,7 ºC en juillet; tandis que les temps minimales descendent jusqu'à 13,9 ºC en février et 6,7 ºC en juillet. La ville n'expérience pas vraiment souvent des temps au-dessus de 26,0 ºC ou en dessous de 4,0 ºC. Les précipitations annuelles sont assez abondantes: environ 1 319,1 mm et elles sont bien parties tout au long de l'année, mais l'hiver est la saison la plus pluvieuse. Il y a en moyenne 128,2 jours pluvieux et 2094,1 heures d'ensoleillement par année. Cependant, ces valeurs sont très variables en raison de la topographie accidentée des Monts Tararua et des Monts Remutaka.
Wellington est connue pour ses coups de vents du sud toute l'année, qui diminuent la température ressentie. En hiver, les gels et les neiges sont assez fréquents dans les banlieues de colline et dans la Hutt Valley. Les neiges sont très rares aux baisses altitudes, bien qu'elles soient tombées en ville et la région périphérique le 25 juillet 2011 et le 15 août 2011,.
| Mois                                            | jan.  | fév.  | mars | avril | mai   | juin  | jui.  | août  | sep.  | oct.  | nov.  | déc. | année   |
| ----------------------------------------------- | ----- | ----- | ---- | ----- | ----- | ----- | ----- | ----- | ----- | ----- | ----- | ---- | ------- |
| Température minimale moyenne (°C)               | 13,7  | 13,9  | 12,7 | 11    | 9,4   | 7,3   | 6,7   | 7     | 8,1   | 9,2   | 10,3  | 12,4 | 10,1    |
| Température maximale moyenne (°C)               | 20,3  | 20,6  | 19,1 | 16,7  | 14,6  | 12,4  | 11,7  | 12,4  | 13,6  | 15,1  | 16,6  | 18,7 | 16      |
| Record de froid (°C)                            | 4,1   | 4,7   | 3,6  | 2,1   | −0,7  | −1,2  | −1,9  | −1,6  | −0,6  | 1,1   | 1,7   | 3,4  | −1,9    |
| Record de chaleur (°C)                          | 30,3  | 31,1  | 28,3 | 27,3  | 22    | 20,6  | 18,9  | 20,3  | 21,9  | 25,1  | 26,9  | 29,1 | 31,1    |
| Ensoleillement (h)                              | 231,8 | 211,4 | 204  | 156,4 | 133,1 | 101,2 | 121   | 147,8 | 164,4 | 193,3 | 211,7 | 218  | 2 094,1 |
| Précipitations (mm)                             | 79,2  | 55,5  | 99,6 | 126,7 | 144,9 | 123,8 | 147,1 | 139,1 | 108   | 118,7 | 85,4  | 91,1 | 1 319,1 |
| dont nombre de jours avec précipitations ≥ 1 mm | 6,9   | 6,9   | 9,3  | 10,3  | 13,3  | 13,4  | 12,8  | 12,5  | 10,9  | 12,4  | 9,5   | 10   | 128,2   |
| Humidité relative (%)                           | 78,3  | 80    | 82,2 | 81,8  | 83,7  | 85,5  | 84,6  | 82,9  | 78,9  | 79,7  | 78    | 78,4 | 81,2    |

## Importance et qualité de vie

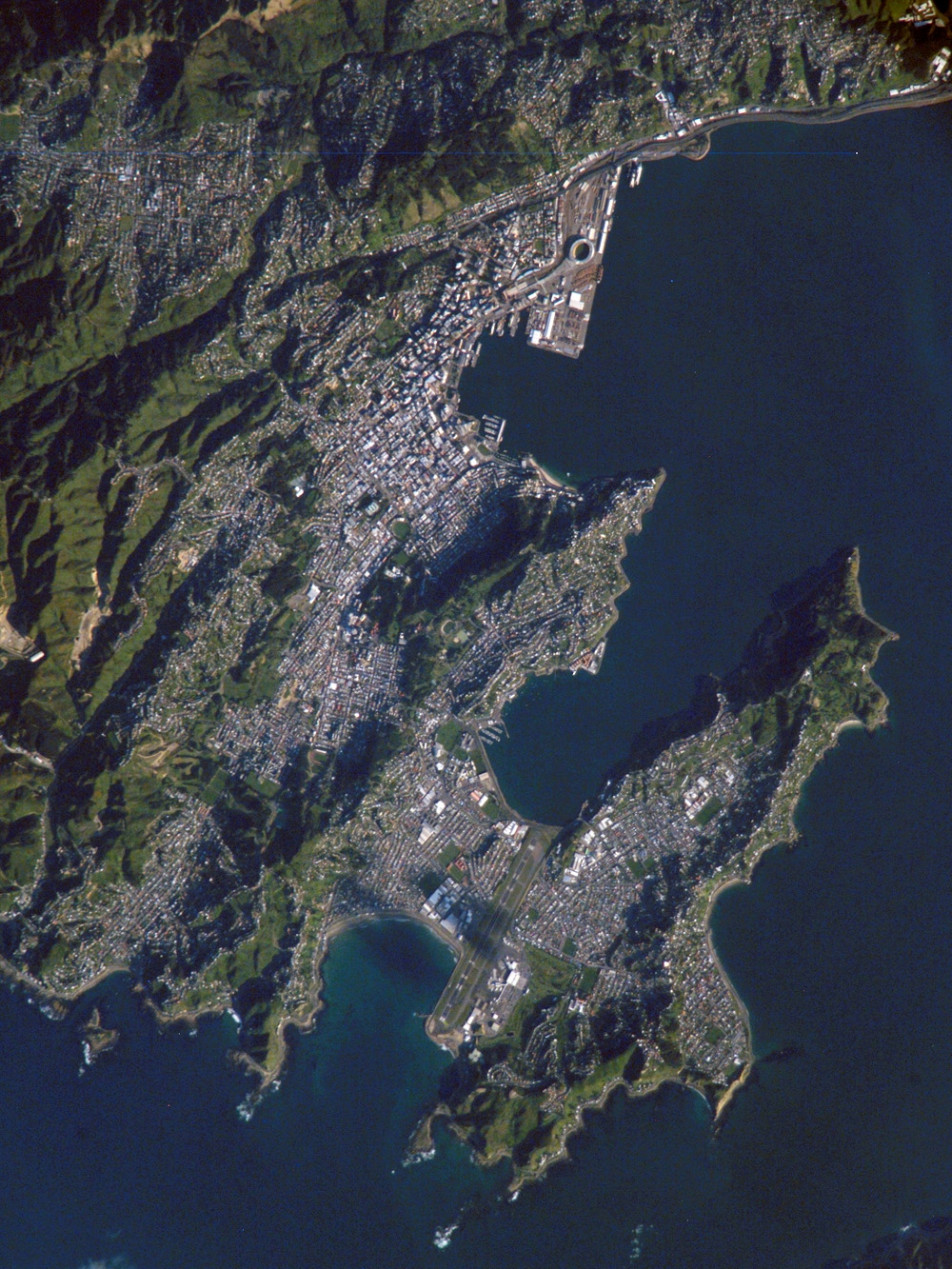
Vue satellite.

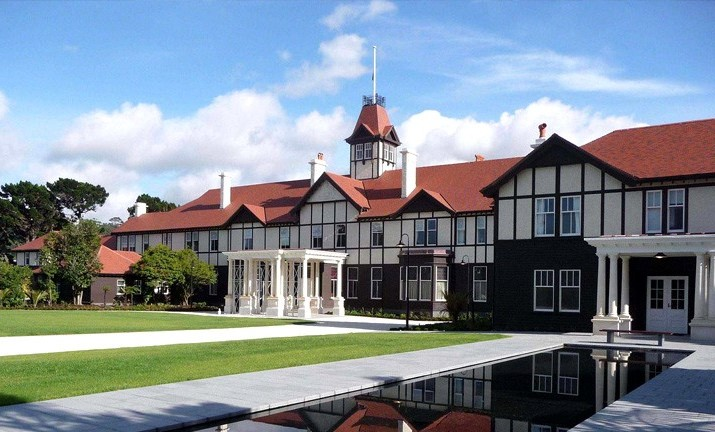
Government House, résidence du gouverneur général de Nouvelle-Zélande à Wellington.

Wellington est le centre politique de la Nouvelle-Zélande accueillant notamment la Chambre des représentants de Nouvelle-Zélande, les ministères, les départements gouvernementaux et les missions diplomatiques étrangères au sein du pays.
Wellington se distingue par une concentration importante de théâtres, de cafés culture et une vie nocturne plus intense que dans des villes d'une taille similaire. La capitale est l'un des cœurs de la production cinématographique et théâtrale du pays. Elle se place au rang de deuxième ville du pays, après Auckland en nombre d'entreprises impliquées dans le secteur de l'audiovisuel (un tiers des entreprises). Te Papa Tongarewa (le musée national de la Nouvelle-Zélande), l'Orchestre symphonique de Nouvelle-Zélande, le Ballet national de Nouvelle-Zélande, le Musée de Wellington et la biennale internationale des arts néo-zelandais sont installés à Wellington.
Wellington est classée treizième d'après l'indice Mercer des meilleures villes dans lesquelles vivre au monde en 2012. Elle est placée quatrième au classement de la qualité de vie dans les villes ayant l'anglais comme langue primaire en 2007, et troisième dans la région Asie-Pacifique en 2009 derrière Auckland et Sydney. Wellington est devenue beaucoup plus abordable du point de vue du coût de la vie par rapport aux autres villes à travers le monde : elle est passée, en 2009, de la 93e à la 139e place, probablement à la suite des fluctuations du dollar néo-zélandais pendant le ralentissement économique mondial de mars 2008 à mars 2009. « Les étrangers en ont pour leur argent à Wellington, qui est l'une des villes les moins chères au monde » selon un article écrit en 2009, qui indique que les fluctuations de la devise nationale rendent les villes néo-zelandaises accueillantes pour faire des affaires et que « les villes néo-zelandaises sont désormais plus accessibles aux expatriés et sont des places compétitives pour les entreprises outre-mer afin de se développer et y faire migrer des employés ». Lonely Planet qualifia Wellington de « petite capitale la plus appréciable au monde » dans son guide de voyage Best in Travel 2011. Wellington accueille aussi les studios WETA de Peter Jackson à l'origine de films mondialement connus tels que Le Seigneur des anneaux (2001, 2002, 2003), King Kong (2005) et Avatar (2009).

## Histoire

### Colonisation

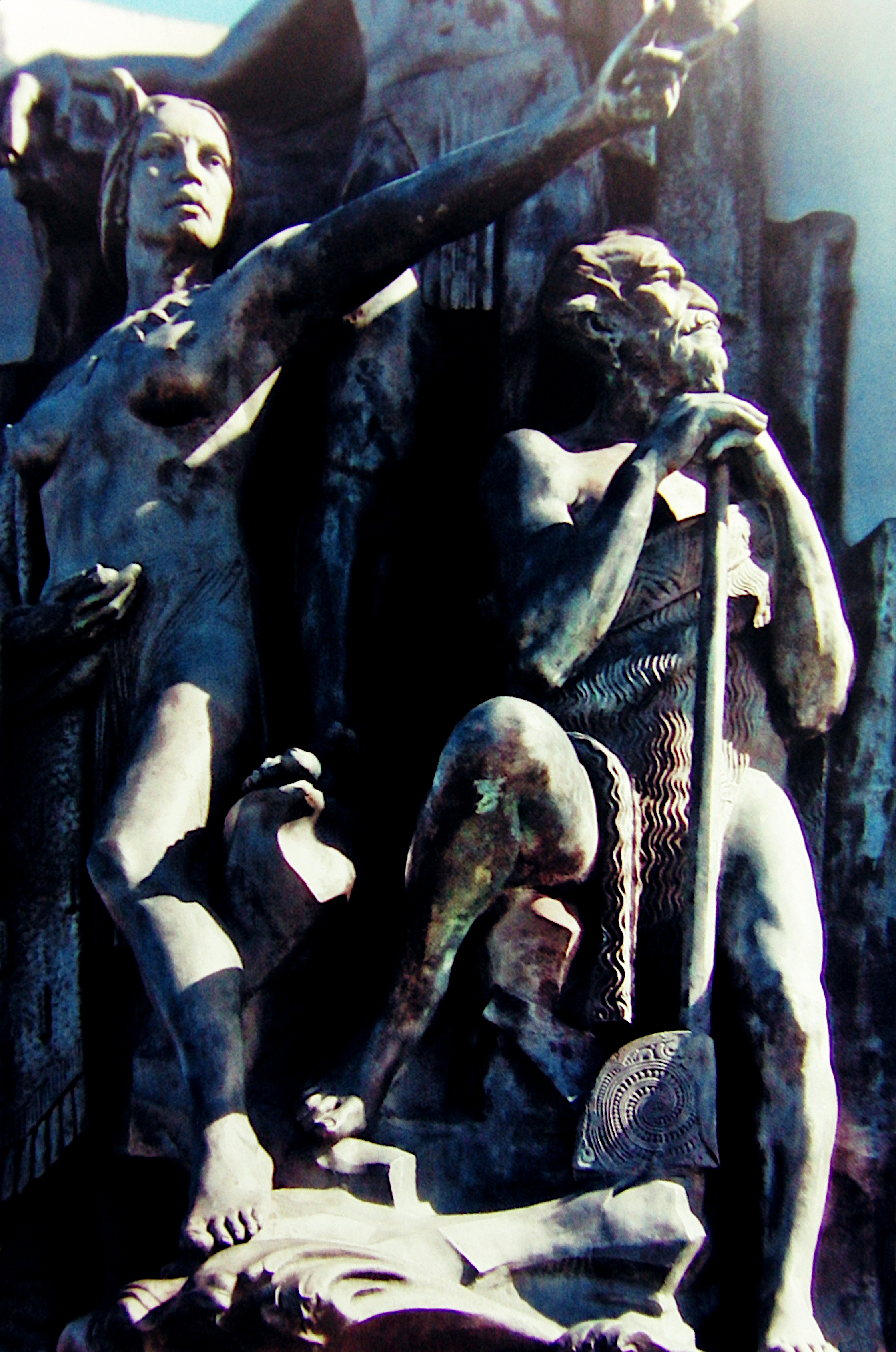
Wellington.- Statue de Kupe Raiatea avec son épouse Te Aparangi

Selon la tradition orale, Kupe aurait découvert et exploré la région aux environs du Xe siècle. Plus tard, Whatonga, un deuxième explorateur maori, a donné au hâvre le nom de Te-Whanganui-a-Tara. Ses descendants restaient la population primaire de la région jusqu'aux années 1820.
À l'arrivée des Européens, il y avait déjà plusieurs villages maoris, y compris Pipitea Pa, Kumutoto Pa, Tiakiwai Pa et Te Aro Pa. Ces maoris faisaient partie des tribus Te Ātiawa et Ngāti Toa. Ils profitaient du commerce maritime.
La colonisation européenne débuta avec l'arrivée d'une avant-garde de la New Zealand Company, société dont le but était de coloniser la Nouvelle-Zélande, dans le navire Tory le 20 septembre 1839, suivi de 150 colons sur le navire Aurora le 22 janvier 1840. Selon la légende, les colons construisirent leurs premières maisons à Britannia (appelée aujourd'hui Petone) sur la plaine à l'embouchure de la rivière Hutt, mais cet endroit s'avérant trop marécageux et sujet aux inondations, ils déplacèrent tous les plans sans remords, vers un terrain plus élevé. Wellington possède des rues extrêmement raides qui grimpent le long des collines.

### Séismes
Wellington a subi de graves dommages au cours d'une série de tremblements de terre survenus en 1848, et d'un autre séisme en 1855. Le séisme de 1855 se produisit sur une faille se situant au nord-est de Wellington. C'est probablement le séisme le plus intense jamais mesuré en Nouvelle-Zélande, avec une magnitude estimée à au moins 8,2 sur l'échelle de Richter. Il a causé un mouvement vertical de 2 à 3 mètres sur de vastes étendues, provoquant même le soulèvement d'un morceau de terrain dans le port, le transformant en marais soumis aux marées. La plus grande partie de ce terrain a été récupérée et fait maintenant partie du quartier d'affaires central de Wellington. Pour cette raison, la rue nommée Lambton Quay se trouve maintenant à 100 ou 200 m du port. Des plaques commémoratives se trouvant sur le chemin le long de Lambton Quay indiquent l'emplacement du front de mer en 1840 et ainsi donnent une indication de l'étendue du soulèvement de terrain.
La région présente une activité sismique élevée, même selon les standards néo-zélandais, avec une faille majeure traversant le centre de la ville, et plusieurs autres aux alentours. Des centaines de failles mineures ont été trouvées dans la zone urbaine. Les habitants, en particulier ceux qui se trouvent dans les hautes tours, ressentent couramment plusieurs secousses par an. Pendant de nombreuses années après le séisme de 1855, la majorité des bâtiments construits à Wellington étaient entièrement faits de bois. Les bâtiments du gouvernement, restaurés en 1996, près de la gare ferroviaire et du bâtiment du parlement, comprennent les plus anciens bâtiments en bois de l'hémisphère sud. Tandis que la maçonnerie et l'acier ont été largement utilisés dans la construction, surtout pour les bâtiments de bureaux, les structures en bois restent le principal constituant de quasiment toutes les constructions résidentielles. Les résidents placent leurs espoirs de survie dans une bonne régulation de la construction, qui est devenue de plus en plus stricte au cours du XXe siècle.

### Capitale de la Nouvelle-Zélande

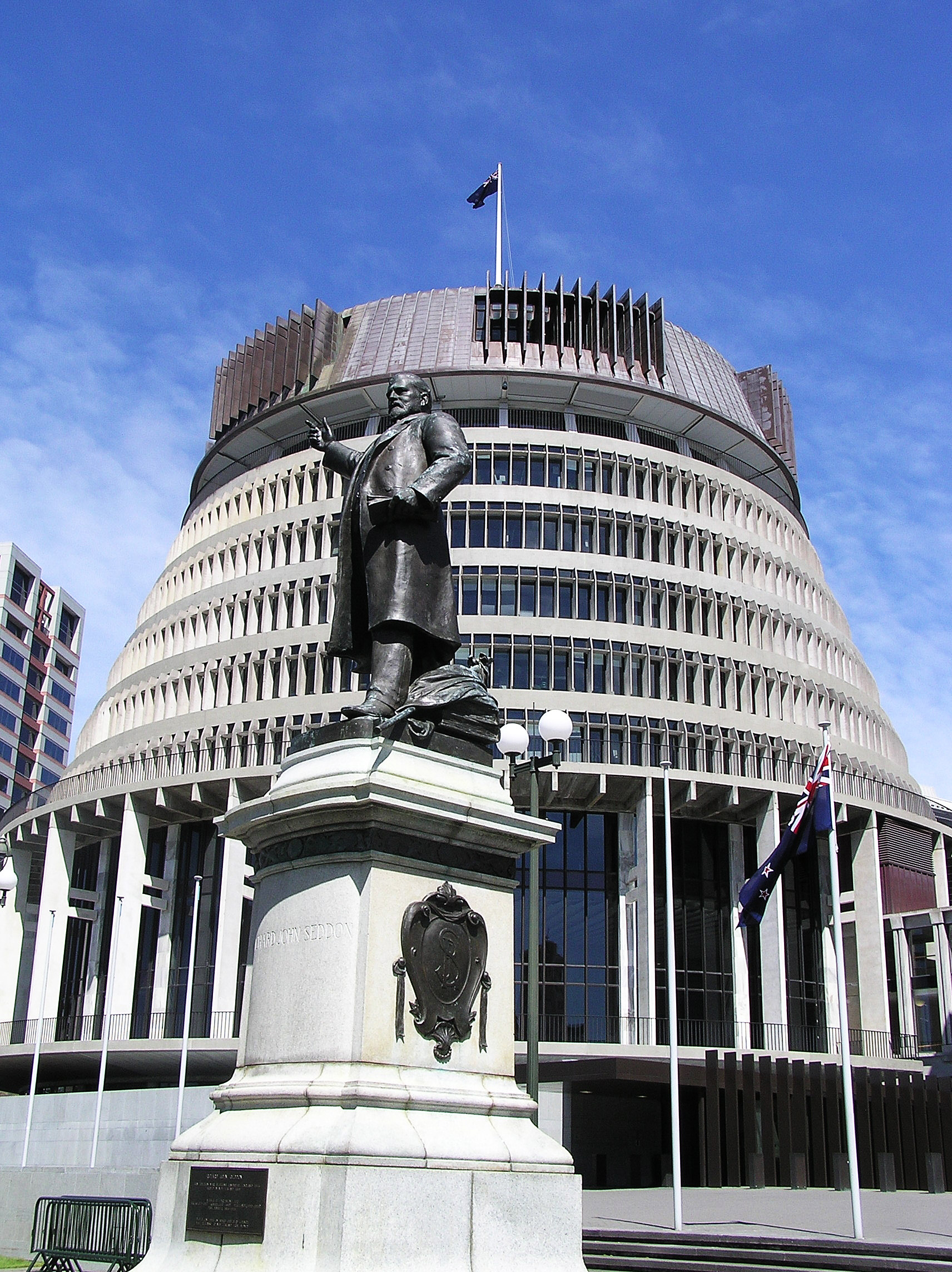
Le Beehive (la Ruche), l'aile exécutive du parlement, avec statue de Richard John Seddon

En 1865, Wellington devint la capitale du pays en remplacement d'Auckland, où William Hobson avait établi sa capitale en 1841. Le Parlement s'y réunit pour la première fois le 7 juillet 1862, mais la ville devint la capitale officielle seulement après un certain moment. En novembre 1863, Alfred Domett amena une résolution au Parlement (encore à Auckland) stipulant qu'« il était devenu nécessaire que le siège gouvernemental [...] soit transféré vers une localité appropriée sur les rives du détroit de Cook ». Apparemment, la rumeur circulait que les régions du sud, où les mines d'or étaient situées, pourraient former une colonie séparée. Des commissaires australiens (choisis pour leur impartialité) prononcèrent l'opinion que Wellington était appropriée vu son port et sa situation centrale. Le Parlement siégea officiellement à Wellington pour la première fois le 26 juillet 1865. La population de Wellington était alors de 4 900 personnes.
Government House, la résidence officielle du Gouverneur général de Nouvelle-Zélande, est située côte à côte avec la Basin Reserve, à Newtown.

## Énergie

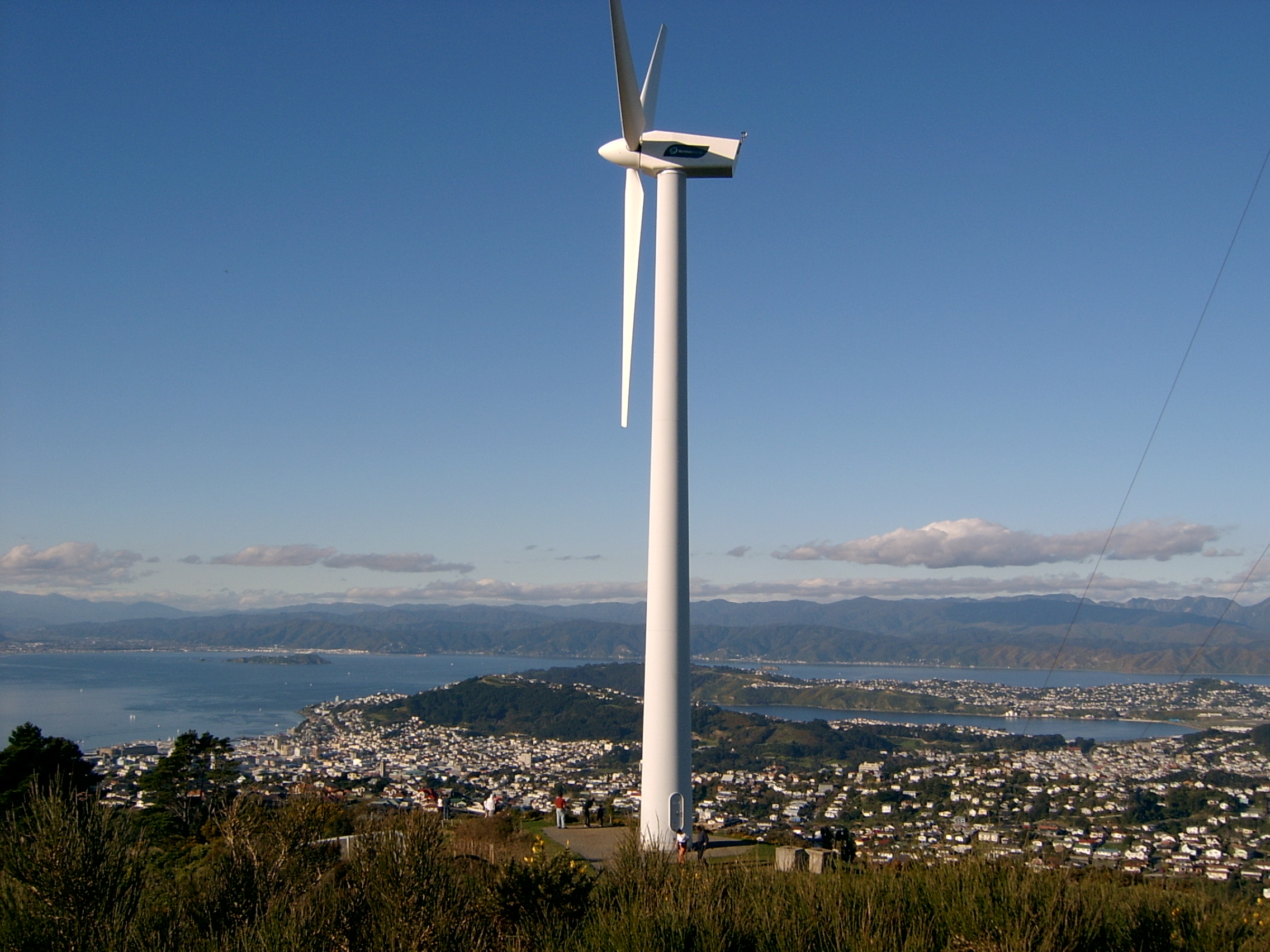
Turbine éolienne

Les besoins énergétiques de Wellington sont en croissance ; une source profitable d'énergie provient du vent. Project West Wind a été approuvé ; ses 66 turbines génèreront environ 140 MW. Elle sera située à quelques kilomètres à l'ouest du centre de Wellington, sur Quartz Hill à Meridian et dans le Terawhiti Station.

## Démographie
La zone urbaine de Wellington s'étend sur Porirua, Upper Hutt, Lower Hutt, et Wellington elle-même. En 2007 les quatre villes avaient une population estimée à 382 700, Wellington elle-même en prenant près de 50 %. Le reste du terrain est trop accidenté pour y construire des logements ou est utilisé par les industries de l'agriculture.

## Transports
La capitale néo-zélandaise possède un réseau de trains de banlieue, composé de cinq lignes. La ville a possédé également un réseau de tramways, qui a cessé ses activités en 1964.
Wellington accueille enfin un aéroport international situé à cinq kilomètres du centre-ville.

## Culture

### Patrimoine architectural

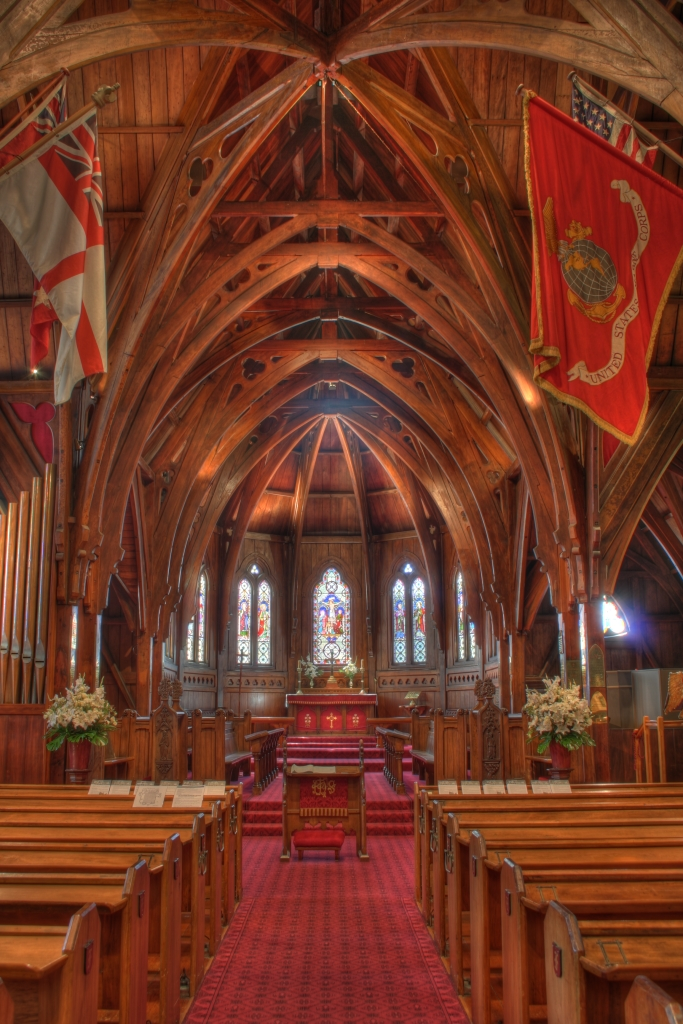
Intérieur de l'Old Saint Paul's de Wellington.

Old Government Buildings.

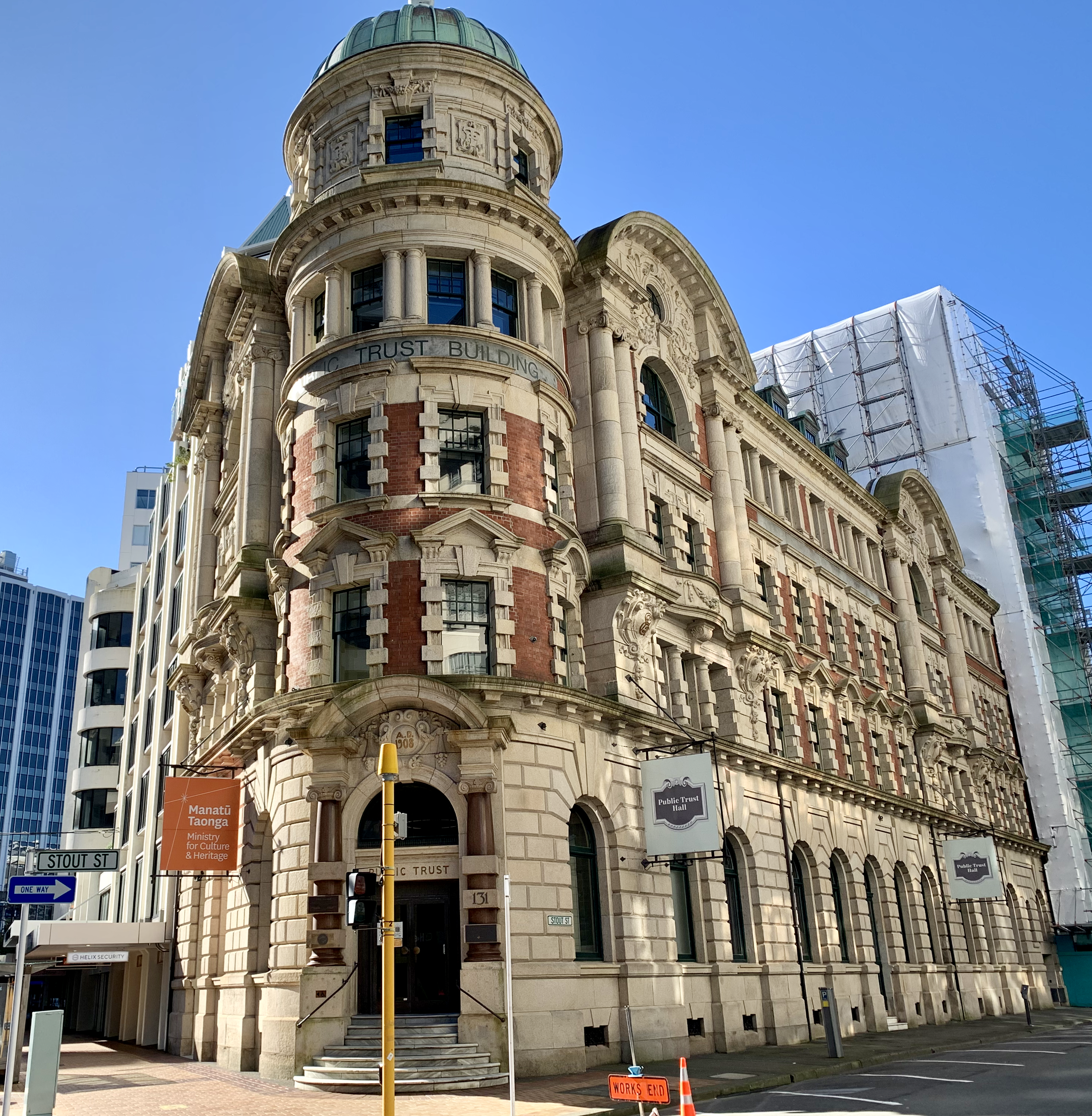
Public Trust Building

- Old Saint Paul's : L'ancienne cathédrale Saint-Paul est un site historique, une attraction touristique et un lieu de mariage et d'événements en tout genre. Elle est construite dans un style néo-gothique et se situe à proximité des bâtiments du parlement.
- Cathédrale Saint-Paul de Wellington
- Cathédrale du Sacré-Cœur de Wellington : inaugurée en 1901 au  40, Hill Street, elle est de style néo-classique.
- Église Sainte-Marie-des-Anges de Wellington, construite en style néo-gothique.
- Le Parliament House : il est l'édifice principal des bâtiments du Parlement de Nouvelle-Zélande. Il abrite la Chambre des représentants. Il fut construit de 1914 à 1922 dans un style néo-classique.
- Beehive :  signifiant en français, « La Ruche », est le nom donné au siège du gouvernement de Nouvelle-Zélande. Achevé en 1981, il fut construit principalement en béton dans un mélange d'architecture moderne et brutaliste.
- Te Raukura
- Mémorial national de la Guerre : Monument commémoratif à la mémoire des Néo-Zélandais morts lors des combats de la Première Guerre mondiale, mais également lors des guerres sud-africaines, à la Seconde Guerre mondiale, à la Guerre de Corée, de Malaisie et à la Guerre du Vietnam.
- Public Trust Building : Situé à Lambton Quay il est un exemple d'architecture édouardienne à Wellington, entièrement construit en granit.
- Government House : Achevé en 1910 et est situé dans la banlieue de Newtown. Il sert de résidence officielle au Monarque de Nouvelle-Zélande et au Gouverneur général.
- Old Government Buildings : Il fut le premier siège du gouvernement néo-zélandais. Les bâtiments ont été achevés en 1876 construit entièrement en bois, pour abriter le gouvernement et ses services publics. Il appartient aujourd'hui à l'Université Victoria de Wellington et abrite sa faculté de droit.
- Bibliothèque nationale de Nouvelle-Zélande : créée en 1965 grâce à la fusion de plusieurs institutions, elle est de style brutaliste.
- Dominion Museum building : Construit en béton armé, il a été officiellement inauguré par le gouverneur général le 1er août 1936. Il fait aujourd'hui partie de l'Université Massey.

### Arts
Le réalisateur Peter Jackson produit et tourne les films de la trilogie du Seigneur des anneaux en Nouvelle-Zélande, et son studio, Weta, est situé à Wellington, dans le district oriental de Miramar. Plusieurs autres réalisateurs néo-zélandais y travaillent, dont Jane Campion (La Leçon de piano), Robert Sarkies, Taika Waititi, Costa Botes, et Vincent Ward.
Le musée de Nouvelle-Zélande Te Papa Tongarewa est le musée national de la Nouvelle-Zélande, situé à Wellington, presque au pied du Mont Victoria. La ville abrite aussi plusieurs autres musées (Museum of Wellington City and Sea, New Zealand Cricket Museum, Cable Car Museum…), ainsi que certaines des institutions culturelles les plus importantes du pays, dont Old Saint Paul's.
Elle possède une culture des cafés très forte, ayant plus de cafés par personne que New York.

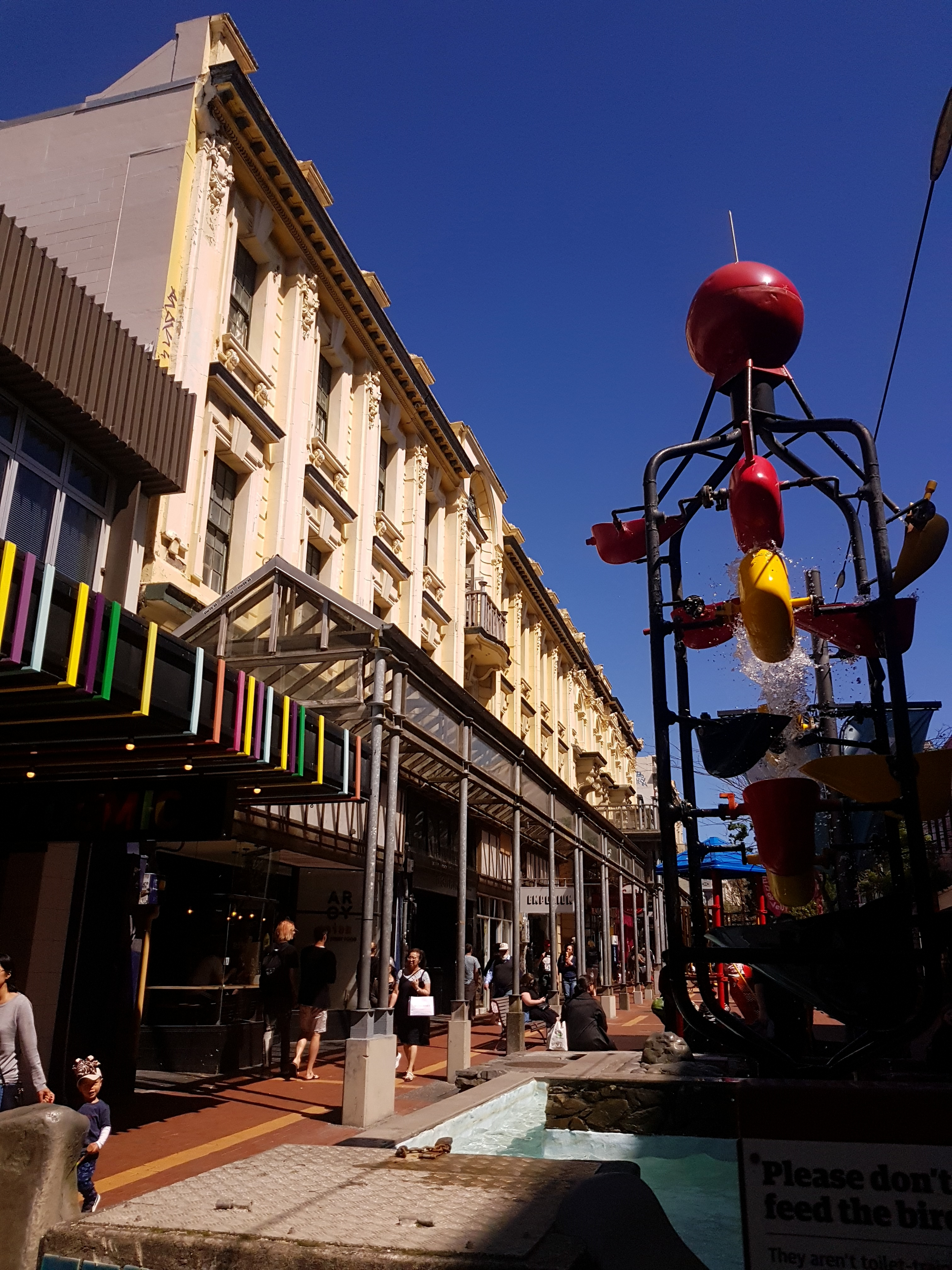
La Cuba Street et sa Bucket Fountain.

La Cuba Street est l'une des rues les plus touristiques et les plus populaires de la ville, le quartier est connu dans le monde entier pour sa scène artistique. Elle abrite de nombreux cafés, boutiques d'occasion, salles de concert, restaurants, magasins de disques, librairies. Et une architecture patrimoniale de styles variés, telles que des bâtiments de style édouardien ou art déco.
Plusieurs festivals se tiennent en ville, dont la New Zealand International Arts Festival (biennale), l'International Jazz Festival, le Cuba Street Carnival, New Zealand Fringe Festival, Summer City, New Zealand Affordable Art Show, plusieurs festivals de cinéma, et World of Wearable Art.
Dans le domaine de la musique Wellington a produit plusieurs groupes, dont The Phoenix Foundation (en), Shihad, Fly My Pretties, Fat Freddy's Drop, The Black Seeds, Fur Patrol, Flight of the Conchords et Trinity Roots. L'École de Musique de Nouvelle-Zélande est fondée en 2005 à la suite d'une fusion du conservatoire et des cours théoriques de l'Université Massey et l'Université Victoria de Wellington. L'orchestre symphonique de Nouvelle-Zélande, le Nevine String Quartet et Chamber Music New Zealand sont tous basés à Wellington.
Plusieurs institutions des arts dramatiques, dont l'Opéra de Nouvelle-Zélande, le Ballet national de Nouvelle-Zélande, St James' Theatre, Downstage Theatre, Bats Theatre, le Arts Foundation of New Zealand et le New Zealand International Arts Festival, le Wellington Performing Arts Centre, sont tous sis dans la capitale. Te Whaea, l'école de danse et arts dramatiques de Nouvelle-Zélande, et d'autres institutions encore, y sont également basés.
Le nouveau centre d'art, Toi Poneke, sert comme point de rassemblement pour les projets et collaborations artistiques. Il a créé des initiatives telles que Opening Notes, Drive by Art, l'Artsplash Festival (annuel) et de nouveaux projets d'arts publics. La ville a également une publication d'arts expérimentaux, White Fungus Magazine.

### Sport

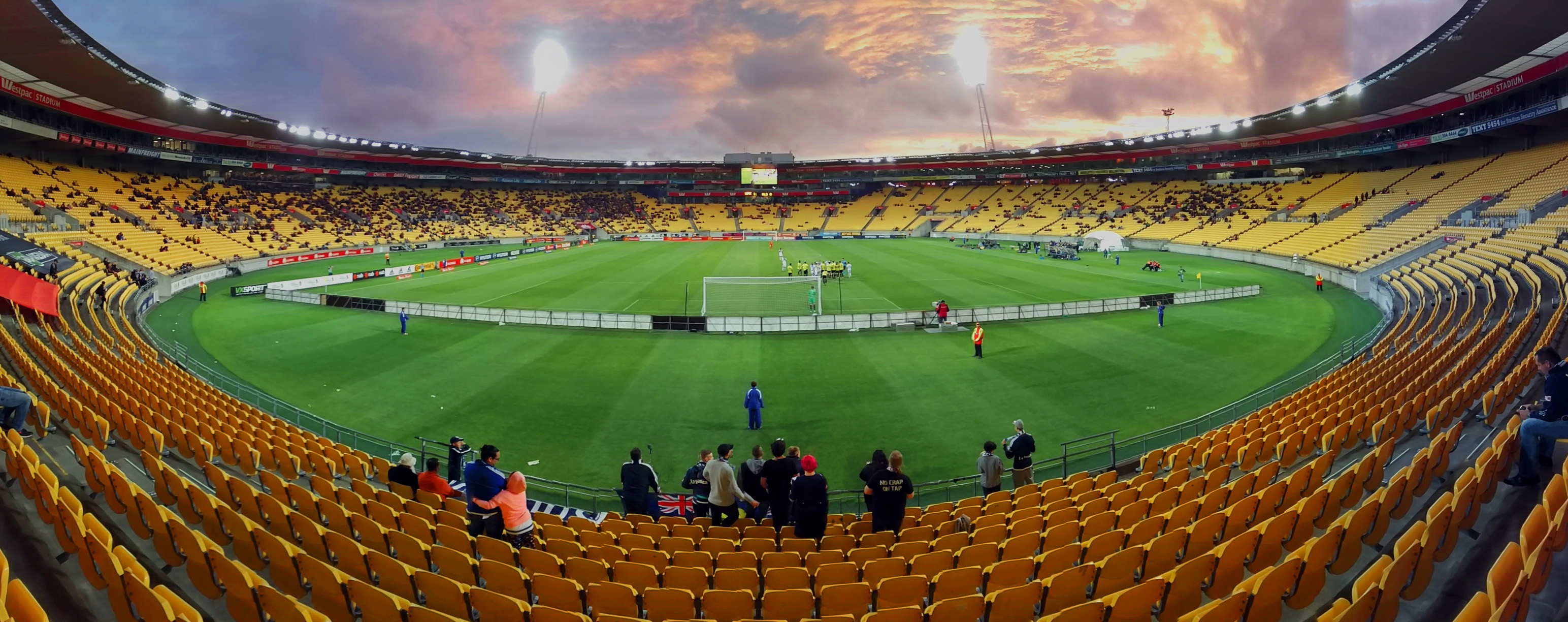
Wellington Regional Stadium

Wellington accueille plusieurs équipes de sport :
- Hurricanes, équipe de rugby évoluant dans le Super Rugby
- Wellington Rugby Football Union, équipe de rugby évoluant en National Provincial Championship
- Wellington Phoenix FC, équipe de football évoluant dans le Championnat d'Australie de football
- Wellington Firebirds, équipe de cricket
- Wellington Orcas, équipe de rugby à XIII évoluant en Bartercard Cup
- Capital Shakers, équipe de netball dans la National Bank Cup
- Team Wellington, équipe de la ville dans le Championnat de Nouvelle-Zélande de football
- Wellington Saints, équipe de basket-ball évoluant dans la National Basketball League

Parmi les évènements tenus à Wellington on trouve :
- Le Wellington Sevens, une des épreuves des séries mondiales de rugby à sept organisées par World Rugby. Présenté au Westpac Stadium, elle se déroule pendant une fin de semaine de février.
- Le Wellington 500, course de rue pour voitures modifiées, qui s'y est déroulée entre 1985 et 1996.
- Le Trophée mondial de course en montagne s'y est tenu en 2005.

## Personnalités liées à Wellington
- Clarence Edward Beeby, pédagogue et diplomate décédé à Wellington
- Russell Coutts, barreur de voile
- Russell Crowe, acteur et réalisateur
- Peter Jackson, réalisateur et producteur
- Karl Urban, acteur
- Antony Starr, acteur
- Jane Campion, réalisatrice et scénariste
- Denis Blundell (1907-1984), né à Wellington, administrateur colonial et homme d'État britannique
- Melissa Moon, athlète.
- Graham McRae, pilote de course automobile.
- Hjelmar von Danneville (1860-1930)
- Doreen Blumhardt, potière, céramiste et enseignante
- Peter Fraser, premier ministre de la Nouvelle-Zélande de 1940 à 1949, y est inhumé au cimetière de Karori
- Robert Patrick (1890-1963), militaire et diplomate néo-zélandais, y est décédé
- Foss Shanahan (1910-1964), diplomate, y est décédé

## Villes jumelées
- Harrogate, Angleterre, Royaume-Uni
- Sydney, Nouvelle-Galles du Sud, Australie
- Pékin, république populaire de Chine
- Xiamen, Fujian, république populaire de Chine
- Sakai, Osaka, Japon